# Nepálská hokejová reprezentace
Nepálská hokejová reprezentace je národní hokejové mužstvo Nepálu. Nepál je členem Mezinárodní federace ledního hokeje od 20. května 2016. Prezidentem Nepálského svazu ledního hokeje je Lok Bahadur Shahi. Nepál dosud mezinárodní zápas nehrál a prozatím se neúčastní žádného šampionátu pořádaného Mezinárodní federací ledního hokeje.